# Michaił Andriejew (generał)
Michaił Aleksandrowicz Andriejew (ros. Михаил Александрович Андреев, ur. 1906 w guberni czernihowskiej, zm. 1971 w Moskwie) – generał major, funkcjonariusz NKWD.

## Życiorys
Z pochodzenia Rosjanin, od września 1928 do listopada 1930 odbywał służbę w kompanii łączności Armii Czerwonej, później pracował jako elektromonter w fabryce w Iżewsku, od października 1931 był członkiem WKP(b), od września 1933 do marca 1938 studiował w Instytucie Wojskowo-Mechanicznym w Leningradzie. Od marca do października 1938 słuchacz Centralnej Szkoły Głównego Zarządu Bezpieczeństwa Państwowego, funkcjonariusz NKWD, od 25 lutego 1939 porucznik bezpieczeństwa państwowego, od 4 września 1939 do 14 maja 1940 śledczy Sekcji Śledczej Głównego Zarządu Ekonomicznego NKWD ZSRR, 14 marca 1940 awansowany na starszego porucznika bezpieczeństwa państwowego, od 14 maja 1940 do marca 1941 starszy śledczy Sekcji Śledczej Głównego Zarządu Ekonomicznego NKWD ZSRR. Od 7 marca do 12 sierpnia 1941 pomocnik szefa Wydziału 2 Sekcji Śledczej NKGB ZSRR, od 5 września do 14 listopada 1941 szef Oddziału 1 Wydziału 7 Specjalnego NKWD ZSRR, od 14 listopada 1941 do 14 listopada 1942 szef Oddziału Wydziału 7 Specjalnego NKWD ZSRR, 23 kwietnia 1942 awansowany na kapitana bezpieczeństwa państwowego, od 14 listopada do 27 grudnia 1942 zastępca szefa Sekcji Śledczej Głównego Zarządu Ekonomicznego NKWD ZSRR. Od 27 grudnia 1942 major bezpieczeństwa państwowego i Wydziału Łączności Rządowej NKWD/MWD ZSRR (do 12 kwietnia 1946), 14 lutego 1943 mianowany pułkownikiem bezpieczeństwa państwowego, 14 grudnia 1944 komisarzem bezpieczeństwa państwowego, a 9 lipca 1945 generałem majorem. Od 8 marca 1946 do października 1947 pełnomocnik Rady Ministrów ZSRR przy Laboratorium nr 3 Akademii Nauk ZSRR Pierwszego Głównego Zarządu przy Radzie Ministrów ZSRR.
26 października 1947 aresztowany, poddawany śledztwu, 16 lutego 1952 zwolniony. 20 marca 1954 zrehabilitowany.

## Odznaczenia
- Order Czerwonego Sztandaru (dwukrotnie - 25 grudnia 1943 i 22 sierpnia 1944)
- Order Kutuzowa II klasy (10 czerwca 1945)
- Order Wojny Ojczyźnianej I klasy (24 lutego 1945)
- Order „Znak Honoru” (16 kwietnia 1942)
- Odznaka „Zasłużony Funkcjonariusz NKWD” (24 listopada 1944)

I 4 medale.